# 4423 Голден
4423 Голден (4423 Golden) — астероїд головного поясу, відкритий 4 квітня 1949 року.
Тіссеранів параметр щодо Юпітера — 3,052.